# Gerard Cieślik
Gerard Józef Cieślik (* 29. April 1927 in Wielkie Hajduki; † 3. November 2013 in Chorzów), genannt Gienek, war ein Fußballspieler für Ruch (Unia) Chorzów sowie für die polnische Fußballnationalmannschaft.